# 夕張郵便局
夕張郵便局（ゆうばりゆうびんきょく）は北海道夕張市にある郵便局。民営化前の分類では集配普通郵便局であった。

## 概要
住所：〒068-0499 北海道夕張市末広1-92

## 沿革
- 1891年（明治24年）5月1日 - 登川村（のぼりかわむら）郵便受取所として開設[1]。
- 1892年（明治25年）9月16日 - 登川郵便局（三等）となる。
- 1894年（明治27年）12月1日 - 為替・貯金取扱を開始。
- 1897年（明治30年）11月21日 - 登川郵便電信局となる。
- 1903年（明治36年）4月1日 - 通信官署官制の施行に伴い登川郵便局となる。
- 1908年（明治41年）10月10日 - 夕張郵便局に改称。
- 1956年（昭和31年）10月21日 - 電話通話および和文電報受付事務の取扱を開始[2]。
- 1982年（昭和57年）7月12日 - 夕張市本町三丁目から同市末広一丁目に移転。
- 1985年（昭和60年）3月31日 - 夕張福住郵便局の廃止に伴い、取扱事務を承継。
- 1986年（昭和61年）7月1日 - 夕張福住簡易郵便局の廃止に伴い、取扱事務を承継。
- 1999年（平成11年） - 外国通貨の両替および旅行小切手の売買に関する業務取扱を開始。
- 2007年（平成19年）10月1日 - 民営化に伴い、併設された郵便事業岩見沢支店夕張集配センターに一部業務を移管。
- 2012年（平成24年）10月1日 - 日本郵便株式会社の発足に伴い、郵便事業岩見沢支店夕張集配センターを夕張郵便局に統合。

## 取扱内容
- 郵便、印紙、ゆうパック、内容証明
- 貯金、為替、振替、振込、国際送金、外貨両替・トラベラーズチェック、国債、投資信託
- 生命保険、バイク自賠責保険、自動車保険
- ゆうちょ銀行ATM
- 夕張市内の一部地域の集配業務

## 周辺
- マウントレースイ
- 札幌家庭裁判所夕張出張所
- 志幌加別川（夕張川の支流）

## アクセス
- 夕鉄バス、北海道中央バス（岩見沢営業所）「夕張郵便局前」停留所下車
- 道東自動車道 夕張ICから北へ約18km
- 駐車場あり：4台